# Povijest prijevoza
Povijest prijevoza je veoma duga, a započinje od jednostavnih, pretpovijesnih splavi do nadzvučnih putničkih aviona. Stoljećima je jedini način kretanja bilo hodanje ili korištenje životinja za vuču i nošenje tereta. Izum kotača oko 3500. pr. Kr., a potom i vozila na kotačima, potaknuo je ubrzani razvoj prijevoza. Također je bila važna pojava vozila s pogonom, uz razvoj parnih strojeva u 18. stoljeću i motora s unutarnjim izgaranjem krajem 19. stoljeća.
- Kotači

Najvažniji izum u povijesti prijevoza bio je kotač. Tegleće životinje mogle su kola na kotače s teškim teretima vući mnogo duže nego vući ili nositi isti teret. Kotači su bili od punog drveta sve dok se nisu pojavile žbice, oko 2000. pr. Kr. Gdje danas imamo gume, nekoć je bilo željezo. Pneumatske gume, ispunjene zrakom i izrađene da vožnja bude udobnija, pojavile su se 1890-ih.
- Kola i kočije

Nekadašnjim su cestama ljudi putovali kolima na dva kotača ili kočijama. Vukli su ih konji ili volovi. Kočije bez konja, što su ih pokretali parni strojevi, prvi put su se pojavile u 18. stoljeću.

## Cestovni prijevoz
Ceste su u početku bile pješačke staze koje su često vijugale kroz reljef nekog područja. A onda su, prije 2000 godina, stari Rimljani izgradili golemu mrežu ravnih cesta koje su omogućavale brzo kretanje carstvom ljudi, roba i trupa. Malo je novih cesta izgrađeno prije 18. stoljeća kad su postale potrebne poštanskim kočijama. U 20. stoljeću su ceste s više voznih traka ispresjekle krajolik jer su automobili postali sve dostupniji.

### Automobili
Pokusni automobili napravljeni su 1876., ubrzo nakon izuma motora s unutarnjim izgaranjem, koji je bio dovoljno kompaktan. Godine 1886. javnosti je predstavljen prvi praktični automobil. Danas je automobil u mnogim zemljama najčešće prijevozno sredstvo.

### Kamioni
Prvi su se kamioni pojavili 1890-ih. Kretali su se na parni pogon i počeli u prijevozu tereta zamjenjivati teške konjske zaprege. Većina suvremenih kamiona ima jake dizelske motore. Postoje specijalizirani kamioni za prijevoz različitih vrsta tereta, primjerice automobila, tekućina 
ili zamrznutih namirnica.

### Kiichiro Toyoda
Japanski inženjer Kiichiro Toyoda (1894. – 1952.) utemeljio je Toyoda Motor Corporation 1937. godine. Veći dio svog života posvetio je proizvodnji jeftinijih putničkih automobila i stvaranju goleme kompanije.

## Željeznički prijevoz
Do važnog pomaka u povijesti prijevoza došlo je 1804. godine, kad je izgrađena prva parna lokomotiva za kretanje po tračnicama. Putnička se željeznica pojavila 1820-ih - prvi brzi način putovanja kopnom. Parni pogon se koristio do sredine 20. stoljeća, a tada su ga zamijenili električni ili dizelski motori.

### Nekadašnji vlakovi
Putnici u prvim vlakovima putovali su u neudobnim otvorenim vagonima što ih je vukla spora i bučna parna lokomotiva. Parne lokomotive su postupno postajale snažnije, a vagoni udobniji. Do kraja 19. stoljeća parne su lokomotive vukle ekspresne vlakove brzinom većom od 150 km/h.

### Suvremeni vlakovi
Električna struja za pogon vlakova stiže kroz tračnice ili nadzemne kabele. Brzi vlakovi za velike udaljenosti danas su elegantni i udobni, te omogućavaju udobnu vožnju u klimatiziranim vagonima: primjer je Eurostar, koji za nekoliko sati prijeđe put od Londona u Engleskoj do Pariza u Francuskoj. Lokalni vlakovi svakodnevno prevoze tisuće ljudi u gradove i naselja te natrag.

### Bicikli
Prvi bicikl bio je Draisine iz 1817. Nije imao pedala, već se vozač odgurivao nogama. Pedale pričvršćene na prednji kotač pojavile su se 1839., a usavršene su 1865. Suvremeni bicikl, kod kojega pedale preko lanca pokreću stražnji kotač, pojavio se 1880-ih. Bicikli su popularno prijevozno sredstvo, osobito u nizinskim područjima, ali se danas u mnogim zemljama koriste uglavnom za rekreaciju. U nekim dijelovima svijeta, kao što je Kina, većina ljudi još uvijek se vozi biciklom.

## Vodeni prijevoz
Putovanje vodom jedan je od najstarijih načina prijevoza. Prva su plovila bile jednostavne splavi izrađene od međusobnih povezanih trupaca. U drevnim civilizacijama Egipta i Mezopotamije ljudi su izrađivali plovila od trske i njima putovali rijekama uzvodno i nizvodno. Gradili su i drvene morske brodove te ih koristili za trgovanje.
Sve do izuma željeznice u 19. stoljeću, čamci i brodovi bili su jedini način prijevoza robe na velikim udaljenostima. Danas postoje razne vrste čamaca i brodova izrađenih od mnogih materijala, od kore drveta i životinjske kože do plastike, fiberglasa, željeza i čelika.

### Jedra
Prvi jedrenjaci, izgrađeni oko 3500 pr. Kr., imali su jednostavna četverokutna jedra. Bila su prikladna za jedrenje niz vjetar, ali su bila potrebna vesla za plovidbu uz vjetar. Od 17. stoljeća brodovi imaju četverokutna i trokutasta jedra. Trokutasto, ili latinsko jedro moglo se koristiti za bordižanje - krivudavo jedrenje radi što boljeg iskorištavanja vjetra. Jedrenjaci su najavili eru svjetskih istraživanja i trgovine.

### Para i željezo
U 19. stoljeću parni pogon je počeo zamjenjivati jedra. Brodovi se više nisu morali oslanjati na vjetar. Istodobno su brodograditelji počeli za gradnju trupa koristiti goleme željezne ploče, spojene zakovicama. To im je omogućilo gradnju mnogo većih brodova. Izgrađeni su ogromni luksuzni putnički brodovi, konkurencija najboljim hotelima na kopnu.

### Ferdinand de Lesseps
Francuski poduzetnik  Ferdinand de Lesseps (1805-1894) bio je veoma uspješan u izgradnji kanala. Njegovo najveće dostignuće bio je Sueski kanal, otvoren 1869. koji je povezao Sredozemno i Crveno more.

### Kanali
Prije pojave vlakova i kamiona, teški su se tereti s jednog mjesta na drugo prevozili mrežom namjenskih izgrađenih plovni puteva, odnosno kanala. Terete su vozili brodovi ravnog dna, poznati kao teglenice. Neki su kanali, kao što je Sueski i Panamski, izgrađeni radi skraćivanja morskih putova presijecanjem uskih dijelova kopna. Premda se teglenice i dalje koriste za prijevoz robe, danas su popularne i kao izletnički brodovi.

## Zračni prijevoz
Prvi let avionom izveden je 1903. godine. Prijevoz pošte i putnika zrakom započeo je nakon Prvog svjetskog rata. Putovanje zrakom otad se razvilo u svakodnevni način prijevoza putnika i robe.

### Baloni i cepelini
Prvi čovjekov let izveden je balonom na vrući zrak; no balone nosi vjetar i njima se ne može upravljati. Do 1920-ih cepelini s motorima prevozili su putnike preko Atlantika. Ispunjenima vodikom, prijetila im je velika opasnost od požara.

### Putnički prijevoz
Prvi putnički avioni bili su prenamijenjeni bombarderi iz Prvog svjetskog rata. Zračna putovanja na velikim udaljenostima naglo su se počela razvijati 1920-ih i 1930-ih, zahvaljujući uvođenju posve metalnih aviona i klipnih motora. Avioni na mlazni pogon, kao što je Boeing 707, počeli su letjeti 1950-ih, učinivši zračna putovanja bržima, tišima i jeftinijima. Pojavom mlažnjaka širokoga trupa 1970., međunarodna zračna putovanja postaju svakodnevna.

### Helikopteri
Na razvoju helikoptera u 20. stoljeću radili su mnogi inženjeri, a u većem broju počeli su se proizvoditi 1940-ih. Za razliku od većine drugih letjelica, nije im potrebna pista za polijetanje i slijetanje, a također mogu lebdjeti na mjestu. Zbog toga su od neprocijenjive važnosti kod brzog prijevoza do nedostupnih mjesta, spašavanja, te rada policije i vojske.

## Vremenska tablica
| Godine | Povijesne značajke                                                                                                   |
| ------ | --- |
| 1804.  | Richard Trevithick gradi prvu parnu lokomotivu.                                                                      |
| 1825.  | Željezničkom prugom od Stocktona do Darlingtona u Engleskoj započinje prvi javni željeznički promet.                 |
| 1838.  | Parobrodom Great Western započinje redoviti prijevoz putnika preko Atlantika.                                        |
| 1874.  | U Britaniji je izumljen bicikl. Ima veliki prednji kotač, da bi bio što brži, i maleni stražnji kotač, za ravnotežu. |
| 1886.  | U Njemačkoj se u javnosti prvi put pojavljuje automobil s benzinskom motorom - vozilo na tri kotača.                 |
| 1903.  | Braća Wright u SAD-u prvi put uspješno lete u svom avionu pod nazivom Flyer I                                        |
| 1908.  | Predstavljanje modela T Forda, prvog malenog automobila masovne proizvodnje.                                         |
| 1952.  | Britanska zrakoplovna tvrtka BOAC uvodi redoviti let putničkim avionom na mlazni pogon De Havilland Comet.           |

## Vanjske poveznice
- Prve lokomotive (Hrvatski povijesni portal"  Arhivirana inačica izvorne stranice od 26. listopada 2011. (Wayback Machine)